# Kodachi
Un kodachi (小太刀 o こだち) (literalment, tachi menut) és un tipus d'espasa japonesa massa curta com per a considerar-la una espasa llarga i massa llarga per a considerar-la una daga. Solen mesurar menys de 60 cm de llargada.